# Светско првенство у атлетици на отвореном 2022 — штафета 4 × 400 метара мешовито
Трка штафета 4 х 400 метара у мешовитој конкуренцији на 18. Светском првенству у атлетици 2022. у Јуџину (Сједињене Државе) одржано је 15. јула 2022. године на Хејвард филду.
Титулу светских првака из Дохе 2019. бранила је штафета САД.

## Земље учеснице
Учествовали су 65 атлетичарa из 16 земаља.
1. Бахаме (4)
2. Белгија (4)
3. Бразил (4)
4. Доминиканска Република (4)
5. Ирска (5)
6. Италија (4)
7. Јамајка (5)
8. Јапан (4)
9. Јужноафричка Република (0)
10. Немачка (4)
11. Нигерија (4)
12. Пољска (5)
13. САД (5)
14. Уједињено Краљевство (4)
15. Холандија (5)
16. Шпанија (4)

## Освајачи медаља
| |                                                                                            |                                                                                   |
| Лидио Андрес Фелиз (м) · Марилејди Паулино (ж) · Алекандер Огандо (м) · Фиордализа Кофил (ж) · Доминиканска Република | Лимарвин Боневасија (м) · Лике Клавер (ж) · Тони вон Дипен (м) · Фемке Бол (ж) · Холандија | Елија Годвин (м) · Алисон Филикс (ж) · Вернон Норвуд (м) · Кенеди Симон (ж) · САД |

## Рекорди
Рекорди у штафети 4х400 м мешовито мешовито пре почетка светског првенства 15. јула 2022. године:
| Рекорди пре почетка Светског првенства 2022.  | Рекорди пре почетка Светског првенства 2022.                                                                           | Рекорди пре почетка Светског првенства 2022. | Рекорди пре почетка Светског првенства 2022. | Рекорди пре почетка Светског првенства 2022. |
| --------------------------------------------- | --- | -------------------------------------------- | -------------------------------------------- | -------------------------------------------- |
| Олимпијски рекорди                            | Пољска · (Карол Залевски (м), Наталија Качмарек (ж), Јустина Свјенти-Ерсетик (ж), Кајетан Душински (м))                | 3:09,87                                      | Токио, Јапан                                 | 31. јул 2021.                                |
| Светски рекорд                                | Сједињене Државе · (Вилберт Лондон (м), Алисон Филикс (ж), Кортни Около (ж), Мајкл Чери (м))                           | 3:09,34                                      | Доха, Катар                                  | 29. септембар 2019.                          |
| Рекорд светских првенстава                    | Сједињене Државе · (Вилберт Лондон (м), Алисон Филикс (ж), Кортни Около (ж), Мајкл Чери (м))                           | 3:09,34                                      | Доха, Катар                                  | 29. септембар 2019.                          |
| Најбољи светски резултат сезоне               | Нигерија · (Самсон Огеневегба Натанијел (м))                                                                           | 3:15,58                                      | Benin City, Нигерија                         | 26. јун 2022.                                |
| Европски рекорд                               | Пољска · (Карол Залевски (м), Наталија Качмарек (ж), Јустина Свјенти-Ерсетик (ж), Кајетан Душински (м))                | 3:09,87                                      | Токио, Јапан                                 | 31. јул 2021.                                |
| Северноамерички рекорд                        | Сједињене Државе · (Вилберт Лондон (м), Алисон Филикс (ж), Кортни Около (ж), Мајкл Чери (м))                           | 3:09,34                                      | Доха, Катар                                  | 29. септембар 2019.                          |
| Јужноамерички рекорд                          | Бразил · (Педро Бурман (м), Тифани Марино (ж), Табата Виторино (ж), Андерсон Енрикес (м))                              | 3:15,89                                      | Токио, Јапан                                 | 30. јул 2021.                                |
| Афрички рекорд                                | Нигерија · (Ифеањи Емануел Ојели (м), Imaobong Nse Uko (ж), Самсон Огеневегба Натанијел (м), Patience Okon George (ж)) | 3:13,60                                      | Токио, Јапан                                 | 30. јул 2021.                                |
| Азијски рекорд                                | Бахреин · (Муса Исах (м), Аминат Јусуф Џамал (ж), Салва Ајд Насер (ж), Абас Абубакар Абас (м))                         | 3:11,82                                      | Доха, Катар                                  | 29. септембар 2019.                          |
| Океанијски рекорд                             | Аустралија · (Бендере Обоја (ж), Anneliese Rubie-Renshaw (ж), Тајлер Ган (м),Алекс Бек (м))                            | 3:17,00                                      | Гоулд Коуст, Аустралија                      | 21. јун 2021.                                |
| Рекорди остварени на Светском првенству 2022. | |                                              |                                              |                                              |
| Најбољи светски резултат сезоне               | Сједињене Државе · (Елија Годвин (м), Кенеди Симон (ж), Вернон Норвуд (м), Wadeline Jonathas (ж))                      | 3:11,75                                      | Јуџин, САД                                   | 15. јул 2022.                                |
| Најбољи светски резултат сезоне               | Доминиканска Република · (Лидио Андрес Фелиз (м), Марилејди Паулино (ж), Алекандер Огандо (м), Фиордализа Кофил (ж))   | 3:09,82                                      | Јуџин, САД                                   | 15. јул 2022.                                |

## Сатница
| Датум         | Време | Коло          |
| ------------- | ----- | ------------- |
| 15. јул 2022. | 11:45 | Квалификације |
| 15. јул 2022. | 19:50 | Финале        |

Сва времена су по локалном времену (UTC-9)

## Резултати

### Квалификације
Такмичење је одржано 15. јула 2022. године. У квалификацијама су учествовале 16 екипа, подељене у 2 групе. У финале су се пласирале по три првопласиране из група (КВ) и две на основу постигнутог резултата (кв).,,
| Групе         | 1     | 2     |
| ------------- | ----- | ----- |
| Стартно време | 11:45 | 11:56 |

| Поз. | Гр. | Штафета                | Атлетичари                                                                                       | НР      | Време   | Белешка |
| ---- | --- | ---------------------- | ------------------------------------------------------------------------------------------------ | ------- | ------- | ------- |
| 1.   | 1   | САД                    | Елија Годвин (м), Кенеди Симон (ж), Вернон Норвуд (м), Wadeline Jonathas (ж)                     | 3:09,34 | 3:11,75 | КВ, СРС |
| 2.   | 1   | Холандија              | Лимарвин Боневасија (м), Лике Клавер (ж), Тони вон Дипен (м), Евелин Салберг (ж)                 | 3:10,36 | 3:12,63 | КВ, НРС |
| 3.   | 2   | Доминиканска Република | Лидио Андрес Фелиз (м), Фиордализа Кофил (ж), Алекандер Огандо (м), Марилејди Паулино (ж)        | 3:10,21 | 3:13,22 | КВ, НРС |
| 4.   | 1   | Пољска                 | Кајетан Душински (м), Ига Баумгарт-Витан (ж), Карол Залевски (м), Јустина Свјенти-Ерсетиц (ж)    | 3:09,87 | 3:13,70 | КВ, НРС |
| 5.   | 2   | Ирска                  | Кристофер О’Донел (м), Софи Бекер (ж), Џек Рафтери (м), Рхасидат Аделеке (ж)                     | 3:10,21 | 3:13,88 | КВ, НРС |
| 6.   | 1   | Италија                | Лоренцо Бенати (м), Ајомиде Темиладе Фолорунсо (ж), Брајан Лопез (м), Аличе Манђоне (ж)          | 3:13,51 | 3:13,89 | кв, НРС |
| 7.   | 2   | Јамајка                | Демиш Геј (м), Ронеиша Макгрегор (ж), Карајме Бартли (м), Тифани Џејмс (ж)                       | 3:11,76 | 3:13,95 | КВ, НРС |
| 8.   | 1   | Нигерија               | Самсон Огеневегба Натанијел (м), Patience Okon George (ж), Дубем Амене (м), Имаобонг Нсе Уко (ж) | 3:13,60 | 3:14,59 | кв, НРС |
| 9.   | 1   | У. Краљевство          | Џозеф Брајер (м), Зои Кларк (ж), Алекс Хејдок-Вилсон (м), Лави Нилсен (ж)                        | 3:11,95 | 3:14,75 | НРС     |
| 10.  | 1   | Белгија                | Александар Дом (м), Камил Лаус (ж), Кристијан Игуасел (м), Хелена Понет (ж)                      | 3:11,51 | 3:16,01 | НРС     |
| 11.  | 2   | Шпанија                | Инаки Канал (м), Сара Гаљего (ж), Оскар Усиљос (м), Ева Сантидриан (ж)                           | 3:13,29 | 3:16,14 | НРС     |
| 12.  | 2   | Немачка                | Патрик Шнајдер (м), Корина Шваб (ж), Марвин Шлегел (м), Алис Шмит (ж)                            | 3:12,94 | 3:16,80 | НРС     |
| 13.  | 1   | Јапан                  | Јуки Џозеф Накаџима (м), Нанако Матсумото (ж), Рјуки Ивасаки (м), Мају Кобајаши (ж)              | 3:16,67 | 3:17,31 | НРС     |
| 14.  | 2   | Бразил                 | Даглас Ернандес Мендес (м), Тифани Марино (ж), Витор Иго де Миранда (м), Табата Виторино (ж)     | 3:15,89 | 3:18,19 | НРС     |
| 15.  | 2   | Бахаме                 | Бредли Дормеус (м), Меган Мос (ж), Алонзо Расел (м), Донајша Андерсон (ж)                        | 3:14,42 | 3:19,73 | НРС     |
|      | 2   | Јужна Африка           |                                                                                                  | 3:19,18 | НС      |         |

### Финале
Такмичење је одржано 15. јула 2022. године са почетком у 19:50 по локалном времену.,
| Плас. | Штафета                | Атлетичари                                                                                       | Време   | Белешке |
| ----- | ---------------------- | ------------------------------------------------------------------------------------------------ | ------- | ------- |
|       | Доминиканска Република | Лидио Андрес Фелиз (м), Марилејди Паулино (ж), Алекандер Огандо (м), Фиордализа Кофил (ж)        | 3:09,82 | СРС, НР |
|       | Холандија              | Лимарвин Боневасија (м), Лике Клавер (ж), Тони вон Дипен (м), Фемке Бол (ж)                      | 3:09,90 | НР      |
|       | САД                    | Елија Годвин (м), Алисон Филикс (ж), Вернон Норвуд (м), Кенеди Симон (ж)                         | 3:10,16 | НРС     |
| 4.    | Пољска                 | Карол Залевски (м), Јустина Свјенти-Ерсетиц (ж), Кајетан Душински (м), Наталија Качмарек (ж)     | 3:12,31 | НРС     |
| 5.    | Јамајка                | Демиш Геј (м), Тифани Џејмс (ж), Карајме Бартли (м), Стејси-Ен Вилијамс (ж)                      | 3:12,71 | НРС     |
| 6.    | Нигерија               | Самсон Огеневегба Натанијел (м), Имаобонг Нсе Уко (ж), Дубем Амене (м), Patience Okon George (ж) | 3:16,21 |         |
| 7.    | Италија                | Лоренцо Бенати (м), Ајомиде Темиладе Фолорунсо (ж), Брајан Лопез (м), Аличе Манђоне (ж)          | 3:16,45 |         |
| 8.    | Ирска                  | Кристофер О’Донел (м), Софи Бекер (ж), Џек Рафтери (м), Шарлин Модсли (ж)                        | 3:16,86 |         |